# 天鏈1号
天鏈1号（簡体字中国語: 天链一号、繁体字中国語: 天鏈一號、英語: Sky Chain、TL-1(Tian Lian 1)、CTDRS-1）は中国の国家航天局が運用するデータ中継衛星シリーズである。静止軌道上に配置され、神舟7号以降の中国の有人飛行ミッションや、宇宙ステーション天宮1号の運用、人工衛星との通信などで地上局との中継に利用されている。従来の地上管制局による追跡では、可視時間は全体の12%であったが、1号機の打ち上げにより60%まで高められた。3号機の打ち上げにより、常時通信可能な初代中継衛星システムが完成した。
同様のデータ中継衛星は、アメリカ合衆国のNASAがTDRS（Tracking and Data Relay Satellite）を運用しているほか、日本のJAXAが運用するデータ中継技術衛星こだま・光データ中継衛星、欧州のESAの試験用データ中継衛星ARTEMISが挙げられる。

## 天鏈1号
静止通信衛星の中星シリーズや測位衛星の北斗シリーズなどでも使用されている東方紅3型バスを採用、中国空間技術研究院などが開発した。
天鏈1号の打ち上げは、西昌衛星発射センターから長征3号Cで行われている。1号機の天鏈1号01星は2008年4月25日、2号機の天鏈1号02星は2011年7月11日、3号機の天鏈1号03星は2012年7月25日に打ち上げられた。
| 打ち上げ時間（UTC）   | 名称        | NSSDC ID  | ロケット | 射場 | 軌道 | 経度        | 備考 | 資料  |
| --------------------- | ----------- | --------- | -------- | ---- | ---- | ----------- | ---- | ----- |
| 2008年4月25日15時35分 | 天鏈1号01星 | 2008-019A | 長征3号C | 西昌 | GEO  | 東経80.08°  |      | [ 7 ] |
| 2011年7月11日15時41分 | 天鏈1号02星 | 2011-032A | 長征3号C | 西昌 | GEO  | 東経166.60° |      | [ 8 ] |
| 2012年7月25日15時43分 | 天鏈1号03星 | 2012-040A | 長征3号C | 西昌 | GEO  | 東経16.80°  |      | [ 9 ] |